# レジナ・マルシコワ
レジナ・マルシコワ（Regina Maršíková, 1958年12月11日 - ）は、チェコスロバキア・プラハ出身の元女子プロテニス選手。1977年の全仏オープン女子ダブルス優勝者で、同大会の女子シングルスでも1977年-1979年の3年連続でベスト4に入った選手である。キャリアを通じて、赤土のクレーコートを最も得意にした。WTAツアーでシングルス6勝、ダブルスで1977年全仏オープンを含む5勝を挙げた。
1974年にプロ入りし、同年の全仏オープンで4大大会にデビューする。2年後の1976年全仏オープンでスー・バーカーとの準々決勝に進み、ここからキャリアに弾みをつけた。1977年の全仏オープン女子ダブルスで、マルシコワはパム・ティーガーデン（アメリカ）とペアを組み、決勝でヘレン・グーレイ・コーリー（オーストラリア）＆レイニ・フォックス（アメリカ）組を 5-7, 6-4, 6-2 で破って優勝した。この年から1979年まで、マルシコワは3年連続で全仏女子シングルス準決勝に進出する。1977年の「カナダ・オープン」でシングルス初優勝を達成。
1978年がマルシコワのテニス経歴の最盛期で、2年連続の全仏4強に加えて、女子ツアーでシングルス年間3勝があった。カナダ・オープンではシングルス2連覇と、（前年の全仏女子ダブルス優勝と同じ）ティーガーデンとのダブルスを制し、自身初の単複2冠を成し遂げた。全仏準決勝では、マルシコワは2年連続でミマ・ヤウソベッツ（当時ユーゴスラビア）に敗れた。1975年にマルチナ・ナブラチロワがチェコスロバキアを離れてアメリカに亡命したため、この頃はチェコスロバキアの若き才能として、マルシコワが高い期待を集めていた。
1979年全仏オープンの準決勝で、マルシコワはウェンディ・ターンブル（オーストラリア）に 4-6, 3-6 で敗れ、とうとう全仏女子シングルス決勝には手が届かなかった。1980年全仏オープンで欠場を余儀なくされてから、マルシコワの4大大会シングルス成績は急降下していく。この年はダブルスで当時15歳の天才少女だったアンドレア・イエガーと組んで2勝を挙げ、全米オープンでもイエガーとのペアでビリー・ジーン・キング＆マルチナ・ナブラチロワ組との準決勝に進出している。1981年の「ドイツ・オープン」が、マルシコワの最後のツアー優勝になった。同年の全米オープン1回戦でロージー・カザルスに敗れた後、レジナ・マルシコワは大きな故障を抱え、3年間休養する。1984年10月に復帰した後は、以前のような好成績は出せなかったが、34歳を迎える1993年9月まで現役を続行した。